# Apha tychoona
Apha tychoona är en fjärilsart som beskrevs av Butler 1871. Apha tychoona ingår i släktet Apha och familjen Eupterotidae. Inga underarter finns listade i Catalogue of Life.